# تامی وایت (بازیکن فوتبال، زاده ۱۹۰۸)
تامی وایت (به انگلیسی: Tommy White) زادهٔ ۲۹ ژوئیه ۱۹۰۸ بازیکن فوتبال اهل انگلستان بود که سابقهٔ بازی در تیم ملی فوتبال انگلستان را در کارنامهٔ خود داشت. وی در تاریخ ۱۳ مه ۱۹۳۳ تنها بازی ملی خود را در مقابل تیم ملی فوتبال ایتالیا انجام داد.